# Пиплица, Томислав
Томислав Пиплица (босн. Tomislav Piplica; род. 5 апреля 1969, Бугойно) — боснийский футболист, выступавший на позиции вратаря. Выступал за югославскую «Искру» из родного города, ряд хорватских клубов и немецкий «Энерги». Провёл 9 матчей за национальную сборную Боснии и Герцеговины. В 2009 году стал тренером вратарей в «Энерги», а в 2010 году вошёл в состав тренерского штаба сборной Боснии и Герцеговины, также в роли тренера голкиперов.

## Биография

### Клубная карьера
Первым профессиональным клубом Пиплицы стал клуб из родного города — «Искра». Однако закрепиться в составе родной команды у молодого голкипера не получилось. В 1989 году Томислав отправился в хорватский клуб «Загреб», однако и здесь карьера у Пиплицы не сложилась. В 1991 году Пиплица перешёл в «Истру», в составе которой провёл один сезон. На следующий год он переехал в «Сегесту» из Сисака. В этой команде Пиплица провёл 5 насыщенных сезона, забив в ворота соперников 4 мяча. В 1998 году Пиплица решился на переезд в Германию. В составе «Энерги» Томислав провёл 11 сезонов (из которых 5 во Второй Бундеслиге и 6 в Первой) и 248 матчей в чемпионате. В 2009 году Пиплица принял решение завершить карьеру игрока, однако остался в «Энерги» в качестве тренера вратарей.

### Международная карьера
Пиплица был включён в заявку молодёжной сборной Югославии на молодёжном чемпионате мира 1987 в Чили. Однако на турнире Томислав был дублёром Драгое Лековича и не сыграл ни одной минуты. В 2001—2002 годах вызывался в главную национальную сборную Боснии и Герцеговины за которую провёл 9 матчей.
В 2010 году Томислав Пиплица был назначен тренером вратарей национальной сборной Боснии и Герцеговины.